# Hubert Hanneman
Hubert Jozef (Hubert) Hanneman (Kerkrade, 10 september 1929 – 6 februari 2014) was een Nederlands voetballer die speelde voor VV Chevremont, VV Bleijerheide, Rapid '54 en Rapid JC.

## Loopbaan

### Beginjaren
Hij groeide op in de Kerkraadse wijk Chevremont en ging voetballen bij VV Chevremont. In het eerste naoorlogse voetbalseizoen 1945/46 maakte hij als zestienjarige zijn debuut in het eerste elftal dat kampioen werd in de derde klasse, maar promotie bleef uit. Hanneman was een linksbenige aanvaller die meestal als linksbuiten speelde. In 1948 werd Chevremont ongeslagen kampioen en door het winnen van zes promotieduels lukte het om de tweede klasse te bereiken. 

### Succes bij Chevremont
Hanneman werd in zijn eerste vijf jaar in de hoofdmacht vier keer kampioen. Na de beide titels in de derde klasse, greep Chevremont twee keer op rij (in 1949 en 1950) het kampioenschap in de tweede klasse. In 1950 promoveerde de club naar het hoogste niveau, de eerste klasse.
Met oud-speler Wiel Hanneman, zijn tien jaar oudere broer, als trainer handhaafde Chevremont zich in het eerste jaar. In 1952 volgde degradatie uit de eerste klasse. Hubert Hanneman, die twee jaar op rij clubtopscorer was, en verdediger Ernst Pauwels verlieten de club. Ze gingen in 1952 naar Bleijerheide waardoor ze in de eerste klasse konden blijven spelen. Hanneman speelde in die tijd ook voor het Limburgs elftal.

### Profvoetbal
Bij de invoering van het profvoetbal in Nederland in 1954 verschenen in Limburg twee nieuwe clubs. Fortuna '54 in de westelijke en Rapid '54 in de oostelijke mijnstreek. Beide namen deel aan de ‘wilde’ competitie van de NBVB. Rapid '54 trok zeven voetballers aan van Bleijerheide onder wie Wiel Coerver en Hanneman.
Rapid '54 won bij de competitiestart op zondag 12 september met 4-1 van Twentse Profs en Hanneman scoorde tweemaal.
Na de fusie tussen de voetbalbonden KNVB en NBVB eind november 1954 werd de competitie afgebroken. Rapid '54 ging samen verder met Juliana uit Spekholzerheide onder de naam Rapid JC. Op 28 november bij de herstart van de competitie maakte Rapid JC zijn debuut in de uitwedstrijd tegen GVAV (1-1).

### Landskampioen
Hanneman vormde met Johan Adang, Hub Bisschops, Huub Janssen en Noud van Melis een veelscorende aanval. Rapid JC streed vanaf het begin mee om de topposities en werd in 1956 landskampioen. Hanneman miste door een hersenschudding de laatste vijf competitieduels, maar hij was net op tijd hersteld voor de beslissende eindfase. In de kampioenscompetitie eindigde Rapid JC samen bovenaan met NAC. Daardoor was een beslissingswedstrijd nodig die op 14 juli 1956 werd gespeeld in Stadion De Vliert in 's-Hertogenbosch. Rapid JC won met 3-0 en werd de laatste landskampioen voor de invoering van de Eredivisie.

### Tegen Rode Ster
Rapid JC mocht deelnemen aan de Europacup I voor landskampioenen. In de eerste ronde werd de Limburgse club uitgeschakeld door Rode Ster Belgrado. Hanneman scoorde in de thuiswedstrijd op 3 november 1956 de 3-3 in de met 4-3 verloren wedstrijd. Vijf dagen later verloor Rapid JC de uitwedstrijd in Belgrado met 2-0.

### Einde Rapid JC
Na de degradatie uit de Eredivisie in 1962 fuseerde Rapid JC met Roda Sport en ontstond de nieuwe club Roda JC. Hanneman kwam niet meer in actie voor de fusieclub en stond een jaar buitenspel. Hij speelde in acht jaar 217 competitieduels voor Rapid JC waarin hij 57 keer scoorde.

### Terug naar Chevremont
Na elf jaar afwezigheid maakte hij zijn rentree voor Chevremont op 1 september 1963. Hij kwam samen met Leo Habets die, via Limburgia en Rapid JC, eveneens terugkeerde op het oude nest. Habets was nog de enige met wie Hanneman ook in zijn vorige periode bij Chevremont samenspeelde. Chevremont kwam met een nieuwe generatie uit in de eerste klasse, het hoogste amateurniveau. Hanneman speelde samen met zijn neefjes Nico en de 17-jarige Willy Brokamp, twee zoons van zijn oudere zus.
Chevremont pakte het kampioenschap en topscorer Willy Brokamp, die 31 keer scoorde, vertrok daarna naar MVV. In de strijd om de landstitel eindigde Chevremont op de derde plaats.

### Abrupt einde
Op 2 oktober 1966 kwam na ruim twintig jaar een abrupt einde aan zijn voetballoopbaan. Hij was 37 jaar en aanvoerder van Chevremont. In de thuiswedstrijd tegen EHC kreeg hij het aan de stok met de arbitrage en hij deelde een klap uit aan de scheidsrechter. De KNVB schorste hem voor vijf jaar, tot 6 oktober 1971.
Hij was ondergronds mijnwerker van beroep en beheerde na zijn voetballoopbaan een café aan de Beukenbosweg in Chevremont. Hij overleed op 84-jarige leeftijd in 2014.

## Clubstatistieken
| Seizoen | Club         | Land      | Competitie              | Competitie | Competitie | Beker | Beker | Internationaal | Internationaal | Overig | Overig | Totaal | Totaal |
| Seizoen | Club         | Land      | Competitie              | Wed.       | Dlp.       | Wed.  | Dlp.  | Wed.           | Dlp.           | Wed.   | Dlp.   | Wed.   | Dlp.   |
| ------- | ------------ | --------- | ----------------------- | ---------- | ---------- | ----- | ----- | -------------- | -------------- | ------ | ------ | ------ | ------ |
| 1948/49 | Chevremont   | Nederland | Tweede klasse A Zuid II | 22         | 12         | –     | 0     | 0              | 0              | 5      | 2      | 27     | 14     |
| 1949/50 | Chevremont   | Nederland | Tweede klasse A Zuid II | 18         | 9          | –     | 0     | 0              | 0              | 4      | 0      | 22     | 9      |
| 1950/51 | Chevremont   | Nederland | Eerste klasse E         | 21         | 11         | –     | 0     | 0              | 0              | 0      | 0      | 21     | 11     |
| 1951/52 | Chevremont   | Nederland | Eerste klasse D         | 24         | 8          | –     | 0     | 0              | 0              | 0      | 0      | 24     | 8      |
| 1952/53 | Bleijerheide | Nederland | Eerste klasse D         | 26         | 11         | –     | 0     | 0              | 0              | 0      | 0      | 26     | 11     |
| 1953/54 | Bleijerheide | Nederland | Eerste klasse C         | 21         | 7          | –     | 0     | 0              | 0              | 0      | 0      | 21     | 7      |
| 1954/55 | Rapid '54    | Nederland | NBVB (afgebroken)       | 11         | 3          | –     | –     | 0              | 0              | 0      | 0      | 11     | 3      |
| 1954/55 | Rapid JC     | Nederland | Eerste klasse C         | 24         | 8          | –     | –     | 0              | 0              | 0      | 0      | 24     | 8      |
| 1955/56 | Rapid JC     | Nederland | Hoofdklasse B           | 23         | 12         | –     | –     | 0              | 0              | 6      | 0      | 29     | 12     |
| 1956/57 | Rapid JC     | Nederland | Eredivisie              | 30         | 9          | –     | 0     | 2              | 1              | 0      | 0      | 32     | 10     |
| 1957/58 | Rapid JC     | Nederland | Eredivisie              | 32         | 11         | 2     | 0     | 0              | 0              | 0      | 0      | 34     | 11     |
| 1958/59 | Rapid JC     | Nederland | Eredivisie              | 34         | 5          | 4     | 5     | 0              | 0              | 0      | 0      | 38     | 10     |
| 1959/60 | Rapid JC     | Nederland | Eredivisie              | 29         | 5          | –     | –     | 0              | 0              | 0      | 0      | 29     | 5      |
| 1960/61 | Rapid JC     | Nederland | Eredivisie              | 27         | 6          | 4     | 4     | 0              | 0              | 0      | 0      | 31     | 10     |
| 1961/62 | Rapid JC     | Nederland | Eredivisie              | 18         | 1          | 1     | 0     | 0              | 0              | 0      | 0      | 19     | 1      |
| Totaal  | Totaal       | Totaal    | Totaal                  | 360        | 118        | 11    | 9     | 2              | 1              | 15     | 2      | 388    | 130    |